# Reaktionsrohr
Ein Reaktionsrohr ist ein an beiden Seiten offener Glaskolben mit einem Durchmesser von wenigen Millimetern bis zu mehreren Zentimetern, in dem chemische Reaktionen durchgeführt werden. Das Reaktionsrohr ist in der Regel aus hitzebeständigem Material, da für Reaktionen, die eine Aktivierungsenergie benötigen, die Energie durch Erhitzen mit dem Bunsenbrenner zugeführt wird.
Als Material für Reaktionsrohre eignet sich Borosilikatglas besonders gut.